# 2018년 동계 올림픽 노르딕복합 4 × 5 km 단체 라지힐
2018년 동계 올림픽의 노르딕복합 4 × 5 km 단체 라지힐 종목은 2018년 2월 14일 대한민국 평창군의 알펜시아 스키점프 센터와 알펜시아 크로스컨트리 센터에서 진행된다.

## 예선
이번 대회에 출전하는 선수들은 올림픽 쿼터 배정순위와 컨티넨셜컵 순위 (2016년 7월 1일~2018년 1월 21일)에 따라 상위 50위까지 출전권이 배정되며, 한 국가당 받을 수 있는 출전권의 최대치는 5명이다. 또 본 경기에서는 최대 네 명만 경기에 나갈 수 있다. 나머지 다섯 쿼터는 계주 종목에 나가는 국가들 중에 3명을 못 채웠다면 부여된다. 혹시 상위 50위까지 배정 과정에서 계주 10팀이 모두 갖춰졌다면 나머지 5쿼터는 본 배정순위나 컨티넨셜컵 순위의 남은 국가들에게 고루 배정된다.

## 결과

### 스키점프
오후 4시 30분에 스키점프 경기가 시작된다.

### 크로스컨트리
오후 7시 20분에 크로스컨트리 경기가 시작된다.